# La voce del silenzio
La voce del silenzio is een Italiaanse dramafilm uit 1953 onder regie van Georg Wilhelm Pabst.

## Verhaal
Enkele mensen maken een ernstige ethische crisis door. Ze komen retraite doen in een jezuïetenklooster. Daar hopen ze een oplossing te vinden voor hun problemen.

## Rolverdeling
| Acteur        | Personage              |
| ------------- | ---------------------- |
| Aldo Fabrizi  | Pio Fabiani            |
| Jean Marais   | Oude verzetsstrijder   |
| Daniel Gélin  | Oude gevangene         |
| Cosetta Greco | Vrouw van de gevangene |
| Frank Villard | Schrijver              |